# دريم ووركس
دريم ووركس ستوديوز (بالإنجليزية: DW II Distribution Co., LLC)‏ هو استوديو أمريكي يقوم بإنتاج وتوزيع الأفلام، تأسس عام 1994 ويقع مقره في كاليفورنيا. تم تأسيسه بواسطة ستيفن سبيلبرغ.

## الأعمال

### أفلام
| السنة | اسم الفيلم         |
| ----- | ------------------ |
|       | المتحولون 2 (فيلم) |
|       | اضطراب (فيلم)      |
|       | نوربت (فيلم 2007)  |
|       | هروب الدجاج        |
|       | رحلة الطريق        |
|       | المصارع (فيلم)     |
|       | عقل جميل (فيلم)    |
|       | إيجل آي (فيلم)     |
|       | المصارع (فيلم)     |
|       | جمال أمريكي (فيلم) |
|       | إنقاذ الجندي رايان |
|       | ديب إمباكت (فيلم)  |

## شركاء
- ستيفن سبيلبرغ
- جيفري كاتزنبرج

## وصلات خارجية
- دريم ووركس على موقع IMDb (الإنجليزية)
- دريم ووركس على موقع IMDb (الإنجليزية)
- دريم ووركس على موقع الموسوعة البريطانية (الإنجليزية)
- الموقع الرسمي